# 258
258. је била проста година.

## Догађаји
- Готи поново освајају Малу Азију и Трапезус.
- Количина сребра у римској валути денарија пада испод 10%. Криза уништава занатлије, трговце и мале пољопривреднике, који су приморани на размену; земљопоседници се богате куповином јефтине земље.
- Валеријан II, најстарији син Галијена, умире, вероватно убијен од стране панонског гувернера Ингенуја; цар Валеријан додељује другом Галијеновом сину, Салонину, титулу цезара.
- Други царски едикт забрањује хришћанство у Римском царству. Овај едикт дели хришћане у четири категорије: свештеници, који ће бити погубљени; сенатори и коњаници, којима ће бити одузети положаји, а имовина конфискована; монахиње, које ће бити прогнане; и царски државни службеници, који су осуђени на принудни рад.
- Сима Жао гуши побуну Џуге Дана, чиме се окончава и оно што је познато као Три побуне у Шоунгуну.
- Сун Сју наслеђује свог брата Сун Лианга као цара кинеске државе Источни Ву.
- Кипријан, епископ Картагине, мученички је пострадао.
- Папа Сикст II, епископ Рима, мученички је пострадао.